# WikiCalc
wikiCalc — веб-приложение, созданное Даниэлем Бриклином. Действует наподобие табличного процессора для интерфейса Wiki.
wikiCalc создана для операционных систем: Windows, Mac и Linux.

## История
Программа разработана Дэном Бриклином, 27 лет назад создавшего VisiCalc.
Первая версии wikiCalc 0.1 была создана в 2005 году, после альфа-тестирования использовалась в коммерческих целях для персональных компьютеров. Официальная первая версия wikiCalc 1.0 написанная на Perl, создана 25 января 2007 года.
Программа работает со статусом freeware и лицензией GNU General Public License.
На основе этой программы, было выпущено похожее веб-приложение SocialCalc.